# Robert Huber (Footballfunktionär)
Robert Huber (* 1969) ist ein deutscher Kommunalpolitiker und Funktionär mehrerer American-Football-Verbände.

## Leben
Robert Huber studierte Rechtswissenschaft, Mittlere und Neuere Geschichte sowie Politikwissenschaft an der Johann-Wolfgang-Goethe-Universität Frankfurt am Main, wo er auch sein Erstes Juristisches Staatsexamen ablegte. Nach dem Rechtsreferendariat und dem Zweiten Juristischen Staatsexamen arbeitet er als Rechtsanwalt in Obertshausen und war dort bis Mai 2015 CDU-Fraktionsvorsitzender der Stadtverordnetenversammlung.

## Tätigkeit als Verbandsfunktionär
Huber war seit 1997 Präsident des American Football Verband Deutschland (AFVD). Er ist ebenfalls Präsident des American Football Verbands Hessen.
Von 2001 bis zu deren Auflösung 2014 war er zusätzlich Präsident der European Federation of American Football (EFAF). Von 2000 bis 2008 war er Generalsekretär des Weltverbands International Federation of American Football (IFAF), von 2008 bis 2012 Vertreter des europäischen Kontinentalverbandes in der Exekutive der IFAF. 2015 war er Teil einer Splitterfraktion der IFAF (genannt IFAF Paris) und bis zur Aufhebung der Spaltung 2018 Vizepräsident der IFAF Paris. Huber ist seit 2007 Vizepräsident der International Federation of Cheerleading.
Zuletzt im März 2012, im März 2016 und im März 2020 wurde Huber jeweils einstimmig als Präsident des AFVD in der Mitgliederversammlung bestätigt.
Im November 2022 trat Huber mit dem gesamten Präsidium zurück, nachdem neun Landesverbände einen Abwahlantrag stellten. Bei Übergabe an den neuen Vorstand stellte man „ungewöhnlichen Kontobewegungen in den letzten Tagen vor der Bundesversammlung sowie der Fülle von geschlossenen Verträgen in den letzten Wochen des AFVD mit Robert Huber bzw. seiner Firma“ sowie gelöschte Festplatten bei zwei Computer fest. Diese Festplatten waren erst am Vortag komplett bereinigt worden. Somit fehlten die digitalen Daten der Buchhaltung und das Jahr 2022 musste komplett neu gebucht werden. Für die Jahre 2021 und 2022 hatte die Bundesversammlung des Vereins den Vorstand nicht entlastet.

## Weitere Tätigkeiten
Huber ist seit 1999 Hauptgeschäftsführer der German Football Partners, einer Wirtschaftstochter des AFVD zur Verwertung der Sportrechte im Bereich American Football in Deutschland sowie Vorstandsvorsitzender der German Football Fernsehen Produktions- und Vertriebsgenossenschaft e. G. Seit 2012 ist er Geschäftsführer der German Football Service AFVD Servicegesellschaft mbH.

## Kritik
Huber selbst und die hohe Bezahlung der Funktionäre des AFVD standen seit 2012 in der Kritik. Im April 2018 wurde eine Petition auf der Plattform Change.org gestartet, mit der Forderung, der Verband solle seine Finanzen transparenter gestalten.
Nach Hubers Rücktritt beklagte der neue AFVD-Vorstand, dass Huber in den letzten Tagen vor seinem Rücktritt noch viele Verträge abgeschlossen habe und es ungewöhnliche Kontobewegungen gegeben habe. Die Buchhaltung des Verbandes von 2022 wurde nur unvollständig übergeben, Verbandscomputer vollständig gelöscht übergeben. Die Marke German Bowl für das Finale war bereits 2018 vom AFVD auf die German Football Service (GFS) GmbH übertragen, die im Besitz von Huber ist. Ebenso bestand ein langjähriger Vertrag zur Ausrichtung des GFL-Finales durch die GFS, nach Ansicht des neuen AFVD-Vorstands zu Ungunsten des Verbandes. Dieser Vertrag wurde seitens des AFVD gekündigt. Der Verband beabsichtigt, das Finale der GFL als „GFL-Bowl“ im Stadion an der Hafenstraße in Essen durchzuführen, anstatt, wie ursprünglich geplant, als „German Bowl“ im Deutsche Bank Park in Frankfurt. Ein erster Termin vor dem Landgericht Frankfurt brachte keine Einigung.
Huber wurde vorgeworfen in seiner 25-jährigen Amtszeit den Verband als eine Art Selbstbedienungsladen genutzt zu haben.